# Hypohoughia reclinata
Hypohoughia reclinata är en tvåvingeart som beskrevs av Townsend 1927. Hypohoughia reclinata ingår i släktet Hypohoughia och familjen parasitflugor. Inga underarter finns listade i Catalogue of Life.